# داميان تيكسير
داميان تيكسير (23 يونيو 1980 بنيم في فرنسا - ) (بالفرنسية: Damien Tixier)‏ هو لاعب كرة قدم فرنسي في مركز الدفاع. لعب مع نادي أكاديميكا كويمبرا ونادي لانس ونادي لوهافر ونادي نانت ونادي نوشاتل زاماكس ونافال ويو دي ليريا ونادي لوهافر الرياضي ‏ وStade Beaucairois FC ‏.

## وصلات خارجية
- داميان تيكسير على موقع رابطة كرة القدم الفرنسية للمحترفين (الإنجليزية)
- داميان تيكسير على موقع قاعدة بيانات كرة القدم.إي يو (الإنجليزية)